# 토니 마셜
토니 마셜(Tonie Marshall, 1951년 11월 29일 ~ 2020년 3월 12일)은 프랑스의 배우, 영화 감독, 영화 각본가이다. 《르 네이슨스 듀 주르》와 《남자는 괴로워》 등 자크 데미의 여러 영화에 출연하면서 그의 영향을 받았다. 1999년 영화 《비너스 보떼》로 세자르상 작품상, 감독상, 각본상을 수상했다.

## 출연 작품
- 남자는 괴로워 (1973년 영화)
- 비너스 보떼
- 섹스 러브 앤 테라피